# 4377 Koremori
4377 Koremori је астероид главног астероидног појаса са средњом удаљеношћу од Сунца која износи 2,376 астрономских јединица (АЈ).
Апсолутна магнитуда астероида је 13,5.